# Krótkotrwały jednostronny ból głowy przypominający neuralgię z towarzyszącym przekrwieniem spojówek i łzawieniem
Krótkotrwały jednostronny ból głowy przypominający neuralgię z towarzyszącym przekrwieniem spojówek i łzawieniem - Zespół SUNCT (ang. Short-lasting Unilateral Neuralgiform headache with Conjunctival injection and Tearing) – bardzo rzadka neurologiczna jednostka chorobowa, po raz pierwszy opisana w 1989.
Jest zaliczany do grupy trójdzielno-autonomicznych bólów głowy.
Charakteryzuje się następującymi cechami:
- występuje zwykle w wieku powyżej 50 lat, częściej u mężczyzn (5-krotnie);
- ból głowy zawsze występuje jednostronnie, zlokalizowany jest w okolicy oka, okolicy nadoczodołowej lub skroniowej;
- ból ma charakter kłujący;
- występuje z częstością do kilkudziesięciu napadów dziennie (choć opisywane są przypadki 200 napadów dziennie)[2];
- napady są krótkotrwałe, trwają do kilkudziesięciu sekund;
- łzawienie pojawia się jednocześnie z bólem i kończy się w momencie ustania bólu i towarzyszy mu przekrwienie spojówek;
- charakterystyczny jest brak występowania napadów bólu w nocy;
- przebieg choroby charakteryzuje się przebiegiem nawracającym, przeplatają się okresy kilkudniowego lub kilkumiesięcznego występowania bólu, po czym następuje okres remisji o różnym czasie trwania (nawet kilkuletnim).

Nie jest znane skuteczne leczenie. Aktualnie wydaje się, że największe korzyści można uzyskać stosując nowoczesne leki przeciwpadaczkowe takie jak lamotrygina, topiramat, gabapentyna.
Wymaga różnicowania z migreną, klasterowym bólem głowy.